# Erythrogonia yestula
Erythrogonia yestula är en insektsart som beskrevs av Medler 1963. Erythrogonia yestula ingår i släktet Erythrogonia och familjen dvärgstritar. Inga underarter finns listade i Catalogue of Life.